# Дегазація нафти
Дегазація нафти (рос.дегазация нефти; англ. degassing of crude oil; нім. Erdölentgasung f) — видалення з видобутої нафти розчинених у ній низькомолекулярних вуглеводнів — метану, етану і частково пропану, а також сірководню, азоту і вуглекислого газу.

## Загальний опис
Апарат, в якому відбувається процес дегазації, називається сепаратором. Процес сепарації здійснюється в кілька етапів (ступенів). Чим більше ступенів сепарації, тим більше вихід дегазованої нафти з пластової рідини. Однак при цьому збільшуються капіталовкладення в сепаратори. У зв'язку з вищесказаним число ступенів сепарації обмежують двома-трьома.
Сепаратори бувають вертикальні, горизонтальні і гідроциклони.
Процеси зневоднювання, знесолення та стабілізації нафти здійснюються на установках комплексної підготовки нафти (УКПН).

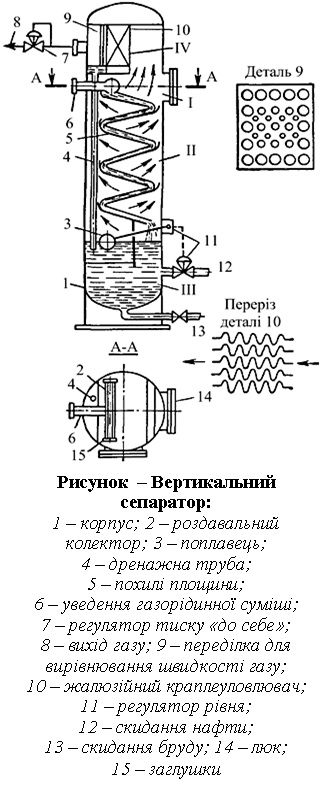
Рис. 1.

Рисунок 2 — Загальний вигляд горизонтального сепаратора в розрізі: 1 — уведення газонафтової суміші; 2 — диспергатор; 3 — похилі площини; 4 — жалюзійна насадка-краплеуловлювач; 5 — переділка для вирівнювання; потоку газу; 6 — вихід газу; 7 — люк; 8 — регулятор рівня; 9 — поплавцевий рівнеутримувач;10 — блок скидання бруду; 11– переділка для запобігання прориву газу; 12 — зливна трубка

У нафтових сепараторах будь-якого типу розрізняють чотири секції (рис.).
І. Основна секція сепарації слугує для відділення нафти від газу. На роботу секції сепарації значно впливає конструктивне оформлення схеми введення продукції свердловин (радіальна, тангенціальна, використання різного роду насадок-диспергаторів, турбулізуючих уведення газорідинної суміші).
II. Осаджувальна секція, в якій відбувається додаткове виділення бульбашок газу з нафти, збільшених у сепараційній секції. Для більш інтенсивного виділення оклюдованих бульбашок газу з нафти її направляють тонким шаром по похилих площинах, збільшуючи тим самим довжину шляху руху нафти й ефективність її сепарації. Похилі площини рекомендується виготовляти з невеликим порогом, котрий сприяє виділенню газу з нафти.
III. Секція збору нафти розміщується у нижній частині сепаратора та призначена для збору й виведення нафти із сепаратора. Нафта може знаходитися тут або в однофазному стані, або в суміші з газом залежно від ефективності роботи сепараційної та осаджувальної секцій, а також від в'язкості нафти й часу перебування її в сепараторі.
IV. Краплеуловлювальна секція розташована у верхній частині сепаратора чи винесена за його межі та слугує для уловлювання найдрібніших крапельок рідини, що виносяться потоком газу в газопровід.
Сепарація рідини (розділення нафти, газу й води) у сепараторах різних типів відбувається з метою:
1. отримання нафтового газу, який використовується як хімічна сировина або як паливо;
2. зменшення перемішування нафтогазового потоку і тим самим зниження гідравлічних опорів та можливості утворення нафтових емульсій;
3. розкладання утвореної піни;
4. відділення води від нафти при добуванні нестійких емульсій;
5. зменшення пульсацій тиску при транспортуванні нафтогазо-водяної суміші по збірних колекторах, прокладених до дотискних насосних станцій (ДНС) чи установок комплексної підготовки нафти.

Робота сепараторів будь-якого типу характеризується трьома показниками:
- ступенем розгазування нафти або її усадкою;
- ступенем очищення газу, що надходить у газопровід, від крапельок нафти;
- ступенем очищення нафти, яка надходить у нафтопровід, від бульбашок газу.

Технічно досконалим буде той сепаратор, котрий за рівних умов забезпечує вищий ступінь очищення газу і рідини та, крім того, має значну продуктивність з мінімально необхідними витратами металу на його виготовлення. Ефективне очищення газу від краплинної рідини й рідини від бульбашок газу відбувається в таких сепараторах, як правило, при великих значеннях швидкостей руху газу та рідини по перетину сепаратора, тобто при великій продуктивності.
Ступінь технічної досконалості сепаратора характеризується такими показниками:
1) мінімальним діаметром крапель рідини, які затримуються в сепараторі;
2) максимально допустимою величиною середньої швидкості газового потоку у вільному перетині сепаратора чи в краплеуловлювальній секції;
3) часом перебування рідини (нафти або нафтової емульсії) в сепараторі, протягом котрого відбувається максимальне відділення вільного газу від рідини.
Допустиме значення питомого виносу краплинної рідини Кр не повинне перевищувати 50 см³ на 1000 м³ газу. Питоме винесення ві-льного газу потоком рідини в сепараторі рекомендується приймати таким, що дорівнює Кг ≤ 200 л на 1 м³ рідини. Величина Кг залежить від багатьох чинників, головними з яких є: в'язкість і густина нафти, її здатність спінюватись, а також час затримки рідини в сепараторі.
Час перебування в сепараторі для нафт, що не спінюються, і малов'язких нафт рекомендується приймати від 2 до 3 хв, для нафт, котрі спінюються, і в'язких нафт — від 5 до 20 хв.
Малов'язкими вважаються нафти з в'язкістю 5.10−3 Па.с (5 сПз), а в'язкими — більше 1,5.10−2 Па.с (15 сПз).
Ефективність роботи сепараторів, які встановлюються на пло-щах газових і газоконденсатних родовищ, оцінюється, як правило, лише за першим показником, тобто кількістю крапельної рідини, яка виноситься газом за межі сепаратора. Тому вимоги, що висуваються до нафтових сепараторів і сепараторів природного газу, повинні бути різними.

## Конструктивні особливості сепараторів
На рис. 1 показано загальний вигляд у розрізі сепаратора з жалюзійною насадкою 10. У процесі його роботи нафтогазова суміш під тиском на гирлах свердловин або тиском, що розвивається насосами дотискної насосної станції (ДНС), проходить через патрубок до роздавального колектора 2, який має по всій довжині щілину для виходу суміші. Зі щілини наф-тогазова суміш потрапляє на похилі площини 5, що збільшують шлях руху нафти і тим самим полегшують виділення оклюдованих бульбашок газу. У верхній частині сепаратора встановлена краплеуловлювальна насадка 10 жалюзійного типу.
Основний потік газу разом з найдрібнішими частинками нафти, що не встигли випасти під дією сили тяжіння, зустрічає на своєму шляху жалюзійну насадку 10, в якій відбувається «захоплення» (прилипання) крапельок рідини і додаткове вилучення їх з газу; при цьому утворюється плівка, що стікає по дренажній трубі 4 в секцію збору нафти III, з якої по трубі для скидання нафти 12 вона виводиться із сепаратора.
Краплеуловлювальна насадка 10 може мати різні конструкції, а її робота повинна ґрунтуватися на таких принципах:
1. зіткнення потоку газу з різного роду переділками;
2. зміна напрямку потоку;
3. зміна швидкості потоку;
4. використання відцентрової сили;
5. застосування коалестіюючої набивки (різного роду металевих сіток).

У горизонтальному сепараторі частинки рідини осідають як під дією гравітаційних, так і інерційних сил (рис. 2).
Основний потік газу в горизонтальному сепараторі (рис. 2) разом з найменшими частинками нафти, що не встигли осісти під дією сили тяжіння, зустрічає на своєму шляху жалюзійну насадку 4, в якій відбувається «захват» (прилипання) крапельок рідини і додаткове відділення їх від газу; при цьому утворюється плівка, котра стікає в піддон, а звідти по зливній трубі 12 вона потрапляє під рівень рідини в сепараторі.
На рис. 2 у верхній частині сепаратора показана крапелька нафти К, а в нижній частині сепаратора показана бульбашка газу Б та сили, які діють на них.